# 吴青 (教育家)
吴青（1937年—），原名吴宗黎，女，祖籍江苏江阴，生于北京，中国英语教育家，曾任北京外国语学院教授。自1984年首次当选北京市海淀区人大代表，她开始遵循所赋予的权力，积极为选民进行维权活动；1989至2004年，她连续三届被海淀区人大代表推举为北京市人大代表。2001年，吴青获得了由菲律宾政府颁发的拉蒙·麦格塞塞公共服务奖。

## 生平
抗日战争胜利后，吴青随父母到日本生活，1951年回国。1961年，她毕业于北京外国语学院英语系，后留校任教。任教期间她“三次获得北京外国语学院优秀教师奖”，五次获得“基础阶段外语教学成就奖”；还获得“北京市高教系统教书育人先进工作者”，“优秀研究生教师”等荣誉。
1977年至1979年间，吴青在中央电视台教授“电视英语”，并主持《星期日英语》节目。1982年，她被派到麻省理工学院城市与规划系进修，为期一年。在研习了美国社会、历史及社区建设等课程后，吴青回到北京外国语学院，担任本科生“美国课程社会与文化”及研究的现课程美国社会”的授课工作。
1983年，吴青从麻省理工学院回国，正好遇到了北京市海淀区人大进行换届选举。受到社区建设的感触，吴青欣然接受了中共北京外国语学院党委的提名，并成功在1984年3月5日，首次当选海淀区人大代表。母亲冰心曾是全国人大代表，在女儿当选区级人大代表后，她送给吴青一本1982年版的《中华人民共和国宪法》。从此，吴青开始运用《宪法》所赋予的权力，积极为选民进行维权活动。
自1984年，每周二下午，吴青设为“人民代表接待日”。这使她成为中国第一位设立“选民接待日”的人大代表。同时，她还是“第一个手捧《宪法》维权”，“第一个不定期向选民汇报工作”的人大代表。1989年，她被海淀区人大代表以“十人联名”推举的方式，当选为北京市人大代表。此后，她连任五届海淀区人大代表，三届北京市人大代表。
1993年至1994年，吴青参加了中美富布赖特项目，再次赴美，于斯坦福大学历史系进修一年。
根据吴青的说法，在2004年争取第四次北京市人大代表选举时，地方党务机构负责人明确阻止吴青获得提名。由于"市级人大代表"选举采取的是“间接选举制度”，因此吴青未能获得提名而落选。但“区级人大代表”是由选民直选产生的，吴青则一直保留着海淀区人大代表的身份。

## 家庭
母亲冰心为文学家，父亲吴文藻为社会学家。

## 维权活动

### 事例一
1984年，海淀区四季青乡将化粪池建在北京外国语大学西院宿舍楼旁，污染了教职的生活环境。初次当选人大代表的吴青，依据《宪法》第53条：“中华人民共和国公民必须遵守社会公德”，强调“把粪坑建在别人生活区旁就是不遵守社会公德”，在海淀区政府部积极争取, 最终促使化粪池搬离。

### 事例二
北京市修建的西三环，将北京外国语大学分为东、西两院间，使得这里成为交通事故频发的地方。吴青自当选人大代表后，坚持不懈，奔走呼吁，要求修建地下通道。最后，北京市政府于1990年修建了安全通道。

### 事例三
在2001年的北京市人代会上，吴青连同其他46名人大代表，质询北京市高级人民法院领导越权干预海淀区法院执法，此事件被媒体称为“最大胆之举”。

## 观点
- 吴青不赞成政府官员做“人大代表”。她认为政府官员应该是被监督者，不能既当“运动员”，又当“裁判员”。在北京市人大会议主席团选举时，她曾投出反对票[5]。

## 奖项和荣誉
- 2001年，吴青获得有“亚洲诺贝尔奖”之称的菲律宾拉蒙·麦格塞塞公众服务奖。